# 퍼스트 러브 (2018년 영화)
퍼스트 러브(First Love)는 필리핀에서 제작된 폴 소리아노 감독의 2018년 멜로/로맨스 영화이다. 2018년 10월 17일 필리핀에서 개봉하였다. 캐나다 밴쿠버에서 촬영되었다. 이 영화는 스타 시네마와 비바 필름스가 참여하였고 Ten17P가 제작하였다.

## 출연
- 베아 알론소
- 샌디 안돌롱
- 에드워드 바버